# Rdečeperka
Rdečeperka (znanstveno ime Scardinius erythropthalmus) je sladkovodna riba iz družine pravih krapovcev, ki je domorodna v vodotokih Evrope in osrednje Azije.

## Opis
Rdečeperka ima visoko in bočno precej sploščeno telo, svoje ime pa je dobila po živo rdečih plavutih, katerih barva se stopnjuje od korena do konic. Prsni in hrbtna plavut so običajno bolj oranžne barve, na splošno pa je obarvanost in intenzivnost barve odvisna od okolja, v katerem riba živi. Ta vrsta ima majhna in navzgor usmerjena usta, oči pa so rumeno rdeče barve. Luske med trebušnima in predrepno plavutjo se končujejo v ostrem trebušnem robu, po čemer se med drugim loči od rdečeoke, ki ima ta del trebuha zaobljen. Po hrbtu je rdečeperka rjavo zelene do olivno sive barve,  boki so bleščeče medeno rumeni, trebuh pa je srebrno bel. Od rdečeoke se rdečeperka loži tudi po številu žarkov v hrbtni plavuti. Rdečeperka jih ima 8 ali 9, rdečeoka pa 10 do 12. Odrasli primerki rdečeperke zrastejo do 45 cm v dolžino, vrsta pa se hrani pretežno z vodnimi žuželkami, ki jih pobira z vodne gladine. V toplejših mesecih, ko temperatura vode preseže 18 °C se hrani tudi z vodnim rastlinjem. Drsti se od aprila do junija v jatah na obraslih plitvih obrežjih. Samci med drstitvijo dobijo po telesu drstne izpuščaje.

## Razširjenost in uporabnost
Rdečeperka se najraje zadržuje v čistih vodah, ki so gosto poraščene z vodnim rastlinjem. Iz njenega naravnega okolja so to vrsto zanesli tudi na Irsko, v Združene države Amerike, Maroko, Madagaskar, Tunizijo, Novo Zelandijo, Kanado in v Španijo. Na Novo Zelandijo so rdečeperko ilegalno prinesli v 60. letih 20. stoletja, danes pa je tam tako zelo razširjena, da predstavlja resno grožnjo naravnemu ekosistemu.
V Sloveniji je rdečeperka zanimiva riba za športni ribolov saj se na trnku dobro upira, ima pa tudi okusno meso.